# Северноамеричка плоча
Северноамеричка плоча је једна од главних литосферних плоча на Земљи, површине од 75.888,000 km².

## Карактеристике
Северноамеричка плоча захвата већину континента Северне Америке, а протеже се источно до Средњоатлантског гребена односно западно до ланца Черскиј у источном Сибиру.
На источној страни налази се дивергентна граница с Евроазијском плочом на северу и Афричком плочом на југу, формирајући северни део Средњоатлантског гребена. На јужном делу граничи се са Кокосовом плочом на западу и Карипском плочом на истоку.
Западна страна је конвергентна граница с Фуковом плочом на северу и трансформни расед с Пацифичком плочом на југу дуж раседа Сан Андреас.
На северној страни наставља се Средњоатлантски гребен, под именом Средњоарктички гребен.